# 大阪府立芦間高等学校
大阪府立芦間高等学校（おおさかふりつ あしま こうとうがっこう）は、大阪府守口市外島町に所在する公立の高等学校。

## 概要
2002年4月、大阪府立守口北高等学校（普通科）と大阪府立守口高等学校（普通科）の統廃合によって、総合学科高校として設置された。学校敷地はかつての守口北高等学校の敷地を引き継いで使用している。
校名は、現在の守口市周辺がアシ（芦）の自生地で「芦間が原」と呼ばれていたこと、アシは垂直に伸びる茎をもつ植物であること、水の浄化や生態系保護など多様な役割を持つ植物であることなどを踏まえ、アシをイメージして生徒一人が基礎学力を身につけながら、総合学科高等学校での多様な科目選択を生かして自ら学び考える力や新しい時代の課題に柔軟に対応できる力を身につけてほしいということから選定された。
英語科や数学科では習熟度別少人数授業を実施している。また情報科・産業社会と人間・総合学習ではティームティーチングも実施している。
総合学科の中に「自然科学とテクノロジー」「文化と社会」「国際理解とコミュニケーション」「造形とメディア表現」「生活と健康」の系列を設置し、それぞれの系列ごとに普通科目、入試対策科目、資格取得支援科目などの約140科目を設置している。また授業の中でのコンピュータやインターネットの活用も重視している。
知的障害を持つ生徒を対象とする「共生推進教室」を設置している。共生推進教室在籍の生徒は学籍の上では大阪府立むらの高等支援学校所属となるが、週4回芦間高等学校に通学して授業や特別活動などに参加することになる。在籍者への指導は、芦間高等学校教員とむらの高等支援学校教員が連携しておこなう。

### 姉妹校提携高校
- レイニー高校（Emsley A Laney High School）（アメリカ合衆国・ノースカロライナ州ウィルミントン）
- ヒルモートン高校（Hillmorton High School）（ニュージーランド・クライストチャーチ）
- ネルソンカレッジ高校（Nelson College）（ニュージーランド・ネルソン）
- フランシス･ダグラス･メモリアル高校（Francis Douglas Memorial College）（ニュージーランド・ニュープリマス）

## 沿革

### 守口高等学校
前身校のひとつ・守口高等学校は、1923年に瀬川卯三郎・福田一光らによって私立京阪商業学校として開校した。
太平洋戦争中の1943年、政府が教育ニ関スル戦時非常措置方策を出したことで、全国の男子商業学校は工業学校への転換を命じられた。このことを受け京阪商業学校は1944年、経営譲渡される形で松下工業学校へと転換した。工業学校時代、松下幸之助が学校運営に携わっていた。
戦後の学制改革では、学校の経営母体は財団法人松下学園となり、1947年に新制京阪中学校を松下工業学校に併設した。翌1948年には新制京阪高等学校へと改組した。
しかしその直後の1948年12月、財団法人松下学園が守口市に移管され、守口市立京阪高等学校および併設中学校として公立学校となった。
1963年には守口市から大阪府に移管され、大阪府立京阪高等学校へと移行した。さらに3年後の1966年には大阪府立守口高等学校へと校名変更している。
守口市立時代には商業科を併設していたが、大阪府立に移管した際に商業科を募集停止し、普通科単科の高等学校となっている。定時制課程も併置していたが1999年に閉課程となっている。
全日制普通科は2002年に募集停止となり、在校生が卒業したのちの2004年3月に閉校した。
守口高等学校廃校後も、最寄りのバス停（守口市西郷通3丁目）の名称は「守口高校」のままで変更されていなかったが、2008年10月19日より「西郷通南」に改称された。
守口高等学校跡地については、2015年に守口市立中学校2校の統合で新設された守口市立樟風中学校の敷地へと転用されている。

### 守口北高等学校
守口北高等学校は1978年に、全日制普通科高等学校として開校した。しかし2002年度に募集停止、2004年に閉校となった。

### 芦間高等学校
1990年代末に大阪府教育委員会が打ち出した「全日制府立高等学校特色づくり・再編整備計画」により、2000年に「第1期実施計画第2年次実施対象校」として、守口市内の大阪府立守口・守口北の両高等学校を統合・再編し、守口市に「（仮称）守口地域新高校」を設置する計画が大阪府教育委員会から打ち出された。
このことを受けて両校の統合が具体化した。大阪府教育委員会で詳細を検討したのち、2001年12月21日大阪府議会で高等学校設置条例が改正され、大阪府立芦間高等学校の設置と、守口・守口北の両校の廃止方針が正式に決定した。
2002年1月1日付で大阪府条例に基づいて大阪府立芦間高等学校が設置され、2002年4月1日に従来の守口北高等学校の校地で総合学科として開校した。

### 年表
（守口高等学校）
- 1923年 - 私立京阪商業学校の設立が許可される。
- 1944年 - 私立松下工業学校に転換。
- 1947年 - 運営母体が財団法人松下学園に改組。学制改革により新制京阪中学校を旧制京阪工業学校に併設。
- 1948年4月1日 - 学制改革により新制京阪高等学校に改編。
- 1948年12月31日 - 守口市に移管。守口市立京阪高等学校および併設中学校となる。
- 1963年 - 大阪府に移管され、大阪府立京阪高等学校となる。
- 1966年 - 大阪府立守口高等学校へと学校名変更。
- 2002年 - 募集停止。
- 2004年3月 - 廃校。

（守口北高等学校）
- 1977年3月31日 - 大阪府議会、仮称「大阪府立第115高等学校」の設置予算を議決。
- 1977年4月1日 - 開校準備事務を開始。
- 1978年1月1日 - 大阪府条例により大阪府立守口北高等学校を設置。
- 1978年 - 開校。
- 2002年 - 募集停止。
- 2004年3月 - 廃校。校地が芦間高等学校へと引き継がれる。

（芦間高等学校）
- 2000年 - 新高校の設置方針が打ちだされる。
- 2001年12月 - 大阪府条例改正により大阪府立芦間高等学校の設置が決まる。
- 2002年 - 大阪府立芦間高等学校が開校。
- 2010年 - 大阪府立たまがわ高等支援学校の「共生推進教室」を設置。
- 2015年 - 共生推進教室を大阪府立むらの高等支援学校へ移管。

## 出身者
（守口高等学校）
- 宮口美吉 - プロ野球選手（南海ホークス）
- 深尾文彦 - プロ野球選手（南海ホークス）
- 加地健三郎 - プロ野球選手（ライオン、読売ジャイアンツ）
- 乾国雄 - 18期、元プロ野球選手（阪神、大阪タイガース）
- 佐竹一雄 - プロ野球選手（パシフィック、太陽）
- 大沢喜好 - プロ野球選手（パシフィック、セネターズ、東急フライヤーズ）
- 丸山二三雄 - プロ野球選手（南海、近畿日本、グレートリング、南海ホークス、中日ドラゴンズ、大洋ホエールズ）
- 岸本千明 - プロ野球選手（南海ホークス）
- 白川静 - 漢文学者
- 円広志 - 歌手、作曲家、タレント
- 田中和将 - ミュージシャン（GRAPEVINEのボーカリスト、ギタリスト）
- 岡崎武志 - フリーライター、書評家
- 徳井優 - 俳優

（守口北高等学校）
- 木村花代 - 女優（劇団四季）
- COON（大津貴子） - 歌手
- 西田薫 - 衆議院議員

（芦間高等学校）
- 松岡康暢 - 1期、プロサッカー選手（ロアッソ熊本、V・ファーレン長崎）
- 伊藤博幹 - 2期、プロサッカー選手（ガンバ大阪、愛媛FC、レノファ山口FC）
- 吉田このみ - 2期、歌手
- ファーストサマーウイカ - タレント、女優、歌手

## 交通
- Osaka Metro谷町線守口駅 2号出口より北へ約400m。
- 京阪バス・地下鉄守口駅バス停より北へ約400m。
- 京阪本線守口市駅より北へ約900m。